# Општина Мошоаја (Арђеш)
Мошоаја (рум. Moşoaia) општина је у Румунији у округу Арђеш.
Oпштина се налази на надморској висини од 403 m.